# Dennis Scott
Dennis Eugene Scott (Hagerstown, 5 settembre 1968) è un ex cestista e dirigente sportivo statunitense, professionista nella NBA.

## Carriera

### Orlando Magic
Scott fu selezionato dagli Orlando Magic al primo giro del Draft NBA 1990 (4ª scelta assoluta). Vi trascorse la maggior parte della carriera, guadagnandosi il soprannome di “3-D” per la sua abilità nei tiri da tre punti. Fino all’arrivo di Shaquille O'Neal nel 1992, Scott e Nick Anderson erano le principali opzioni offensive della squadra. Nella stagione 1995-96 Scott stabilì un record stagionale NBA con 267 canestri da tre punti che resistette per dieci anni prima di essere battuto da Ray Allen. Stabilì anche un primato NBA con 11 canestri da tre punti segnati, segnati nella gara del 18 aprile 1996. Il canestro del record giunse su assist di Brian Shaw, il precedente detentore del primato, che ne aveva segnati 10 l’8 aprile 1993. Questo record fu in seguito battuto da Kobe Bryant con 12 segnature il 7 gennaio 2003. Klay Thompson ora detiene il primato con 14 canestri da tre punti contro i Chicago Bulls il 29 ottobre 2018. Con i Magic, Scott raggiunse le prime finali nella storia della franchigia nella stagione 1994-95, perse contro gli Houston Rockets per quattro gare a zero.
Scott fu coinvolto in una controversia dopo un incidente a un campo estivo in Virginia in cui proruppe in insulti e suonò musica rap esplicita di fronte a una folla di bambini sconcertati nel 1997.

### Resto della carriera
Dopo avere giocato per sette stagioni a Orlando, Scott militò per brevi periodi anche per altre squadre. Il 24 settembre 1997 fu scambiato con i Dallas Mavericks per Derek Harper ed Ed O'Bannon. Scott fu scambiato dopo la tumultuosa estate precedente e l’incidente presso il campo estivo in cui gettò anche insulti non troppo velati all’organizzazione dei Magic. A metà della stagione 1997–98 i Mavericks scambiarono Scott con i Phoenix Suns per Cedric Ceballos. Giocò anche per i New York Knicks, i Minnesota Timberwolves (1998–99) e i Vancouver Grizzlies (1999–2000). Dopo essere stato svincolato dai Washington Wizards durante gli allenamenti estivi, non trovò una squadra per la stagione 2000-01. Nel 2001 tentò un ritorno nella NBA con i Los Angeles Lakers (dove militavano i suoi ex compagni a Orlando Shaquille O'Neal e Brian Shaw) ma a causa dell’abbondanza di veterani nella rosa, fu svincolato prima dell’inizio della stagione.

## Statistiche

### College
| Anno      | Squadra               | PG | PT | MP   | TC%  | 3P%  | TL%  | RP  | AP  | PRP | SP  | PP   |
| --------- | --------------------- | -- | -- | ---- | ---- | ---- | ---- | --- | --- | --- | --- | ---- |
| 1987-1988 | Georgia T. Yel. Jack. | 32 | 31 | 34,8 | 44,0 | 47,1 | 65,5 | 5,0 | 3,6 | 1,3 | 0,3 | 15,5 |
| 1988-1989 | Georgia T. Yel. Jack. | 32 | 32 | 37,7 | 44,3 | 39,7 | 81,4 | 4,1 | 3,1 | 1,4 | 0,2 | 20,3 |
| 1989-1990 | Georgia T. Yel. Jack. | 35 | 35 | 39,2 | 46,5 | 41,4 | 79,3 | 6,6 | 2,0 | 1,8 | 0,9 | 27,7 |
| Carriera  | Carriera              | 99 | 98 | 37,2 | 45,2 | 42,2 | 77,7 | 5,3 | 2,9 | 1,5 | 0,5 | 21,4 |

### NBA

#### Regular Season
| Anno      | Squadra             | PG  | PT  | MP   | TC%  | 3P%  | TL%  | RP  | AP  | PRP | SP  | PP   |
| --------- | ------------------- | --- | --- | ---- | ---- | ---- | ---- | --- | --- | --- | --- | ---- |
| 1990-1991 | Orlando Magic       | 82  | 73  | 28,5 | 42,5 | 37,4 | 75,0 | 2,9 | 1,6 | 0,8 | 0,3 | 15,7 |
| 1991-1992 | Orlando Magic       | 18  | 15  | 33,8 | 40,2 | 32,6 | 90,1 | 3,7 | 1,9 | 1,1 | 0,5 | 19,9 |
| 1992-1993 | Orlando Magic       | 54  | 43  | 32,6 | 43,1 | 40,3 | 78,6 | 3,4 | 2,5 | 1,1 | 0,3 | 15,9 |
| 1993-1994 | Orlando Magic       | 82  | 37  | 27,8 | 40,5 | 39,9 | 77,4 | 2,7 | 2,6 | 1,0 | 0,4 | 12,8 |
| 1994-1995 | Orlando Magic       | 62  | 10  | 24,2 | 43,9 | 42,6 | 75,4 | 2,4 | 2,1 | 0,7 | 0,2 | 12,9 |
| 1995-1996 | Orlando Magic       | 82  | 82  | 37,1 | 44,0 | 42,5 | 82,0 | 3,8 | 3,0 | 1,1 | 0,4 | 17,5 |
| 1996-1997 | Orlando Magic       | 66  | 62  | 32,8 | 39,8 | 39,4 | 79,2 | 3,1 | 2,1 | 1,1 | 0,3 | 12,5 |
| 1997-1998 | Dallas Mavericks    | 52  | 42  | 34,6 | 38,7 | 34,4 | 82,2 | 3,8 | 2,5 | 0,8 | 0,6 | 13,6 |
| 1997-1998 | Phoenix Suns        | 29  | 3   | 17,0 | 43,8 | 44,9 | 66,7 | 1,7 | 0,8 | 0,3 | 0,2 | 6,2  |
| 1998-1999 | N.Y. Knicks         | 15  | 0   | 13,7 | 30,4 | 27,6 | 25,0 | 1,3 | 0,5 | 0,2 | 0,1 | 2,9  |
| 1998-1999 | Minnesota T'wolves  | 21  | 9   | 25,3 | 44,6 | 42,6 | 81,5 | 1,8 | 1,5 | 0,6 | 0,1 | 9,1  |
| 1999-2000 | Vancouver Grizzlies | 66  | 0   | 19,1 | 37,5 | 37,6 | 84,2 | 1,6 | 1,0 | 0,4 | 0,1 | 5,6  |
| Carriera  | Carriera            | 629 | 376 | 28,6 | 41,7 | 39,7 | 79,3 | 2,8 | 2,1 | 0,8 | 0,3 | 12,9 |

#### Playoff
| Anno     | Squadra       | PG | PT | MP   | TC%  | 3P%  | TL%  | RP  | AP  | PRP | SP  | PP   |
| -------- | ------------- | -- | -- | ---- | ---- | ---- | ---- | --- | --- | --- | --- | ---- |
| 1994     | Orlando Magic | 3  | 3  | 33,0 | 34,1 | 31,8 | 80,0 | 2,0 | 1,0 | 0,7 | 1,0 | 14,3 |
| 1995     | Orlando Magic | 21 | 15 | 35,5 | 41,3 | 37,1 | 85,0 | 3,0 | 2,1 | 1,0 | 0,2 | 14,7 |
| 1996     | Orlando Magic | 12 | 12 | 37,2 | 41,4 | 37,7 | 63,6 | 3,6 | 1,9 | 0,8 | 0,1 | 11,3 |
| 1997     | Orlando Magic | 5  | 1  | 18,8 | 26,1 | 27,3 | -    | 1,8 | 1,0 | 0,4 | 0,0 | 3,0  |
| 1998     | Phoenix Suns  | 4  | 0  | 15,5 | 41,2 | 37,5 | -    | 2,0 | 0,3 | 0,3 | 0,0 | 4,3  |
| Carriera | Carriera      | 45 | 31 | 32,2 | 39,9 | 36,4 | 77,8 | 2,9 | 1,7 | 0,8 | 0,2 | 11,5 |

## Palmarès

### Giocatore
- McDonald's All-American Game (1987)
- NCAA AP All-America Second Team (1990)
- NBA All-Rookie First Team (1991)